# شاندور آدام
شاندور آدام (مجاری: Sándor Ádám؛ ۲۱ ژوئیه ۱۹۱۸ – ۲ نوامبر ۱۹۷۴) بازیکن فوتبال اهل مجارستان بود که در پست مهاجم بازی می‌کرد.
وی در تیم ملی فوتبال مجارستان بازی کرده است.